# Je'lon Hornbeak
Je′lon Hornbeak (Arlington, Texas, 1 de mayo de 1994) es un baloncestista estadounidense que actualmente se encuentra sin equipo. Con 1,91 metros de estatura, juega en la posición de escolta.

## Trayectoria deportiva

### Universidad
Jugó dos temporadas en los Sooners de la Universidad de Oklahoma, en las que promedió 5,4 puntos, 2,3 rebotes y 2,1 asistencias por partido. Tras perder la titularidad, pidió ser transferido, y tras cumplir el año en blanco que impone la NCAA, jugó dos temporadas más en los Hawks de la Universidad de Monmouth, en las que promedió 10,4 puntos y 3,8 rebotes por partido.

### Profesional
Tras no ser elegido en el Draft de la NBA de 2017, los Fort Wayne Mad Ants de la NBA G League lo seleccionaron para completar su plantilla tras un periodo de pruebas.
En febrero de 2019 fue suspendido cinco encuentros por violar la política antidrogas de la liga.